# Wilhelm Bürklin
Wilhelm Philipp Bürklin (* 1949) ist ein deutscher Politikwissenschaftler.

## Wirken
Wilhelm Bürklin studierte Politikwissenschaft an der Universität Mannheim und promovierte dort 1984 bei Rudolf Wildenmann. Anschließend war er als wissenschaftlicher Mitarbeiter von Werner Kaltefleiter am Institut für Politische Wissenschaft der Christian-Albrechts-Universität zu Kiel tätig und habilitierte sich dort im Jahre 1991. Von 1992 bis 2002 hatte er eine Professur für Politikwissenschaft an der Universität Potsdam inne. Danach arbeitete er in der Geschäftsführung des Bundesverbands deutscher Banken bzw. der Gesellschaft für Bankpublizität.
In seinen Veröffentlichungen beschäftigt sich Bürklin vor allem mit dem Wahlverhalten, dem Parteiensystem und der Elitenforschung im (vereinigten) Deutschland, dem politischen Wertewandel sowie der politischen Entwicklung in Ostasien.

## Veröffentlichungen (Auswahl)
Monographien
- (mit Rudolf Wildenmann): Studenten '79 (= Forum des Hochschulverbandes, H. 21). Hochschulverband, Bonn-Bad Godesberg 1980.
- Grüne Politik. Ideologische Zyklen, Wähler und Parteiensystem (= Beiträge zur sozialwissenschaftlichen Forschung, Bd. 64). Westdeutscher Verlag, Opladen 1984, ISBN 3-531-11707-6 (Dissertation Universität Mannheim).
- (Hrsg., mit Werner Kaltefleiter): Freiheit verpflichtet
- (Mitautor): Die Jungwähler. Was sie denken und wie sie entscheiden. Verlag Bonn Aktuell, Bonn 1986, ISBN 3-87959-269-1.
- (Hrsg.): Cycles in politics (= European journal of political research, Bd. 15,2). Nijhoff, Dordrecht 1987.
- Wählerverhalten und Wertewandel (= Grundwissen Politik, Bd. 3). Leske + Budrich, Opladen 1988, ISBN 3-8100-0698-X (2. Aufl. 1998).
- (mit Vera Gemmecke): Die Republik China – auf dem Wege zur Demokratie? Ein Bericht über die Wahlen vom 2. Dezember 1989 in Taiwan. Institut für Sicherheitspolitik, Kiel 1990.
- Die vier kleinen Tiger. Die pazifische Herausforderung ; Hongkong, Singapur, Taiwan, Südkorea. Langen-Müller/Herbig, München 1993, ISBN 3-7844-7305-9 (Habilitationsschrift Universität Kiel).
- (Mithrsg.): Das Superwahljahr. Deutschland vor unkalkulierbaren Regierungsmehrheiten? Bund-Verlag, Köln 1994, ISBN 3-7663-2522-1.
- (mit Hilke Rebenstorf): Eliten in Deutschland. Rekrutierung und Integration. Leske + Budrich, Opladen 1997, ISBN 3-8100-1842-2.
- (mit Viola Neu und Hans-Joachim Veen): Die Mitglieder der CDU (= Konrad-Adenauer-Stiftung/Bereich Forschung und Beratung/Interne Studien, Bd. 148). Sankt Augustin 1997, ISBN 3-931575-49-7.

Aufsätze
- Links und/oder demokratisch? Dimensionen studentischen Demokratieverständnisses. In: Politische Vierteljahresschrift, Bd. 21 (1980), S. 220–247.
- Die Grünen und die „Neue Politik“. Abschied vom Dreiparteiensystem. In: Politische Vierteljahresschrift, Bd. 22 (1981), S. 359–382.
- (mit Jürgen Wiegand): Arbeitslosigkeit und Wahlverhalten. In: Wolfgang Bonß (Hrsg.): Arbeitslosigkeit in der Arbeitsgesellschaft. Suhrkamp, Frankfurt/M. 1984, S. 273–297, ISBN 3-518-11212-0.
- Evolution und Zyklus. Mögliche Beiträge der Zyklentheorie zur Verbesserung sozialwissenschaftlicher Theoriebildung. In: Max Kaase (Hrsg.): Politische Wissenschaft und politische Ordnung. Analysen zu Theorie und Empirie demokratischer Regierungsweise; Festschrift zum 65. Geburtstag von Rudolf Wildenmann. Westdeutscher Verlag, Opladen 1986, S. 265–278, ISBN 3-531-11804-8.
- Alte Wähler Morgen. „Graue Panther“ oder konservative Stammwähler der CDU? In: Deutsches Zentrum für Altersfragen (Hrsg.): Die ergraute Gesellschaft. Berlin 1987, S. 116–140, ISBN 3-88962-072-8.
- Wertewandel oder zyklische Wertaktualisierung? In: Heinz-Otto Luthe/Heiner Meulemann (Hrsg.): Wertwandel – Faktum oder Fiktion? Bestandsaufnahmen und Diagnosen aus kultursoziologischer Sicht. Campus, Frankfurt/M. 1988, S. 193–216, ISBN 3-593-34037-2.
- Die Wahl zur Hamburger Bürgerschaft vom 2. Juni 1991. Neue SPD-Mehrheit im Wiedervereinigungsboom. In: Zeitschrift für Parlamentsfragen, Bd. 22 (1991), S. 602–619.
- Die Struktur politischer Konfliktlinien im vereinten Deutschland. Eine Nation – zwei getrennte politische Kulturen? In: Christiana Albertina, Bd. 34 (1992), S. 15–32.
- Strong states, cooperative unions, and the structure of the international system. A three-stage model explaining the East Asian development path. In: Internationales Asien-Forum, Bd. 24 (1993), S. 1–2, 91–109.
- Wertewandel, Wählerverhalten und Gestaltungsmöglichkeiten der etablierten politischen Parteien. In: Gerhard Hirscher (Hrsg.): Repräsentative Demokratie und politische Partizipation. Hanns-Seidel-Stiftung, München 1993, S. 17–39, ISBN 3-88795-091-7.
- mit Markus Klein und Achim Ruß: Dimensionen des Wertewandels. Eine empirische Längsschnittanalyse zur Dimensionalität und der Wandlungsdynamik gesellschaftlicher Wertorientierungen. In: Politische Vierteljahresschrift, Bd. 35 (1994), S. 579–606.
- Einstellungen und Wertorientierungen ost- und westdeutscher Eliten 1995. In: Oscar W. Gabriel (Hrsg.): Politische Orientierungen und Verhaltensweisen im vereinigten Deutschland. Springer, Wiesbaden 1997, S. 235–261, ISBN 978-3-322-95870-9.
- (mit Markus Klein und Achim Ruß): Postmaterieller oder anthropozentrischer Wertewandel? Eine Erwiderung auf Ronald Inglehart und Hans-Dieter Klingemann. In: Politische Vierteljahresschrift, Bd. 37 (1996), S. 517–536.
- Politische Eliten in der Mediendemokratie. In: Karl Rohe (Hrsg.): Politik und Demokratie in der Informationsgesellschaft. Nomos, Baden-Baden 1997, S. 55–78, ISBN 3-7890-5128-4.
- (mit Ursula Hoffmann-Lange): Generationswandel in der west(deutschen) Elite. In: Wolfgang Glatzer (Hrsg.): Deutschland im Wandel. Sozialstrukturelle Analysen : gewidmet Bernhard Schäfers zum 60. Geburtstag. Leske + Budrich, Opladen 1999, S. 163–177, ISBN 3-8100-2255-1.
- Jammer-Ossis versus Besser-Wessis. Die politische Kultur im vereinigten Deutschland. In: Karl Eckart/Eckhard Jesse (Hrsg.): Das wiedervereinigte Deutschland – eine erweiterte oder erneuerte Bundesrepublik? (= Schriftenreihe der Gesellschaft für Deutschlandforschung, Bd. 71). Duncker & Humblot, Berlin 1999, S. 35–52, ISBN 3-428-09959-1.
- Globalisierung als Chance für Wohlstand und Arbeitsplätze. In: Aus Politik und Zeitgeschichte, Bd. 50 (2000), S. 31–38.
- (mit Christian Jung): Deutschland im Wandel. In: Karl-Rudolf Korte (Hrsg.): Deutschland TrendBuch. Fakten und Orientierungen. Leske + Budrich, Opladen 2001, S. 645–672, ISBN 3-8100-3212-3.
- Die Potsdamer Parteimitgliederstudie 1998. Ein empirischer Test des Rational-Choice-Modells innerparteilicher Partizipation. In: Ulrich von Alemann (Hrsg.): Parteien ohne Mitglieder? (= Schriften zum Parteienrecht und zur Parteienforschung, Bd. 46). Nomos, Baden-Baden 2013, S. 29–43, ISBN 978-3-8487-0812-3.